# Kesiksuyu
la rivière Kesiksuyu  est une rivière turque coupée par le barrage de Kesiksuyu (ou barrage de Mehmetli) dans la province d'Osmaniye. Les eaux de cette rivière rejoignent la rive droite du fleuve Ceyhan près du village d'İnceyer dans le district de Ceyhan.